# Jean Mouton
Jean Mouton (ur. przed 1460 w Holluige koło Samer, zm. 30 października 1522 w Saint-Quentin) – francuski kompozytor.

## Życiorys
Od 1477 roku pełnił funkcję nauczyciela religii i śpiewaka przy kolegiacie Notre-Dame w Nesle, od 1483 roku był jej kapelmistrzem. W 1500 roku odnotowany został jako kierownik chóru chłopięcego przy katedrze w Amiens. W 1501 roku pełnił analogiczną funkcję przy kolegiacie St André w Grenoble. Od 1502 roku przebywał na dworze królowej Anny Bretońskiej, dzięki jej wstawiennictwu w 1510 roku otrzymał beneficjum z kanonii w Grenoble. Pełnił urząd nadwornego kompozytora Ludwika XII i Franciszka I. Skomponował motet dla uczczenia elekcji papieskiej Leona X (1513), który nadał mu tytuł notariusza apostolskiego. Pod koniec życia otrzymał beneficjum z kolegiaty w Saint-Quentin, gdzie został pochowany. Jego uczniem był Adrian Willaert.

## Twórczość
Był autorem 15 mszy, około 20 chansons, kilku magnifikatów, ponad 100 motetów. Zbiór jego mszy wydał drukiem Ottaviano Petrucci w 1515 roku, motety wydali po śmierci kompozytora w 1555 roku Le Roy i Ballard. Twórczość Moutona porównywana jest z twórczością Josquina des Prés. Jego utwory cechują się kunsztownym opanowaniem techniki kontrapunktycznej. W motetach nie opartych na chorale stosował powtórzenia odcinków, z przekształceniami wariacyjnymi lub bez nich. W mszach jako cantus firmus wykorzystywał parafrazowaną melodię chorałową lub czerpaną z jednego głównego utworu polifonicznego. W części mszy wprowadzał kontrast obsady, zmniejszając liczbę głosów w poszczególnych odcinkach kolejnych części do 3 i 2 i zwiększając ją do 5 i 6 w Agnus III.